# Sympycnus fasciventris
Sympycnus fasciventris är en tvåvingeart som beskrevs av Van Duzee 1917. Sympycnus fasciventris ingår i släktet Sympycnus och familjen styltflugor. Inga underarter finns listade i Catalogue of Life.